# Gastronomía de Australia
La gastronomia de Australia es la comida y las prácticas culinarias de Australia y sus habitantes. Australia ha absorbido aportaciones y adaptaciones culinarias de diversas culturas de todo el mundo, como la británica, la europea, la asiática y la de Oriente Medio. 
Los australianos indígenas han ocupado Australia desde hace 65 000 años, durante los cuales desarrollaron una dieta única de cazadores-recolectores, conocida como bush tucker, basada en plantas y animales de la región. Australia se convirtió en un conjunto de colonias británicas entre 1788 y 1900, época en la que los gustos culinarios se vieron muy influidos por los emigrantes británicos e irlandeses, y productos agrícolas como el ganado vacuno, las ovejas y el trigo se convirtieron en alimentos básicos de la dieta local. La fiebre del oro australiana introdujo inmigrantes y cocinas más variadas, sobre todo chinos, mientras que los programas de inmigración de posguerra provocaron una diversificación a gran escala de la comida local, debido sobre todo a la influencia de inmigrantes del Mediterráneo, Asia Oriental y Asia Meridional.

## Historia

### Comida indígena australiana
Los indígenas australianos llevan más de 60 000 años viviendo de la flora y fauna autóctonas del bush australiano. En la actualidad, este conjunto de alimentos y costumbres se conoce como bush tucker.
Se calcula que los indígenas australianos comían hasta 5000 especies de flora y fauna australianas. La caza del canguro, el ualabí y el emú era habitual, y otros alimentos muy consumidos eran las polillas bogong, las witchetty grubs, los lagartos y las serpientes. También se utilizaban bayas, frutas y frutos secos, como la nuez de macadamia, hoy tan cultivada, y la miel silvestre. Los peces se capturaban con herramientas como lanzas, anzuelos y trampas; en algunas zonas, la construcción de complejos sistemas de presas permitió el desarrollo de formas de acuicultura.
La disponibilidad de recursos y la composición de la dieta variaban de una región a otra, y recientemente han surgido teorías científicas sobre la propagación manual de las plantas bush tucker. Las técnicas de preparación de los alimentos también variaban; sin embargo, una técnica culinaria común consistía en arrojar el cadáver directamente a una hoguera para asarlo.
Tras la llegada de la Primera Flota a la bahía de Botany en 1788, se utilizaron alimentos autóctonos para complementar la dieta de los colonos.
|                 |
| Frutas del bush |

|                 |
| Witchetty grubs |

|                       |
| Quandong del desierto |

### Desarrollo de la cocina australiana

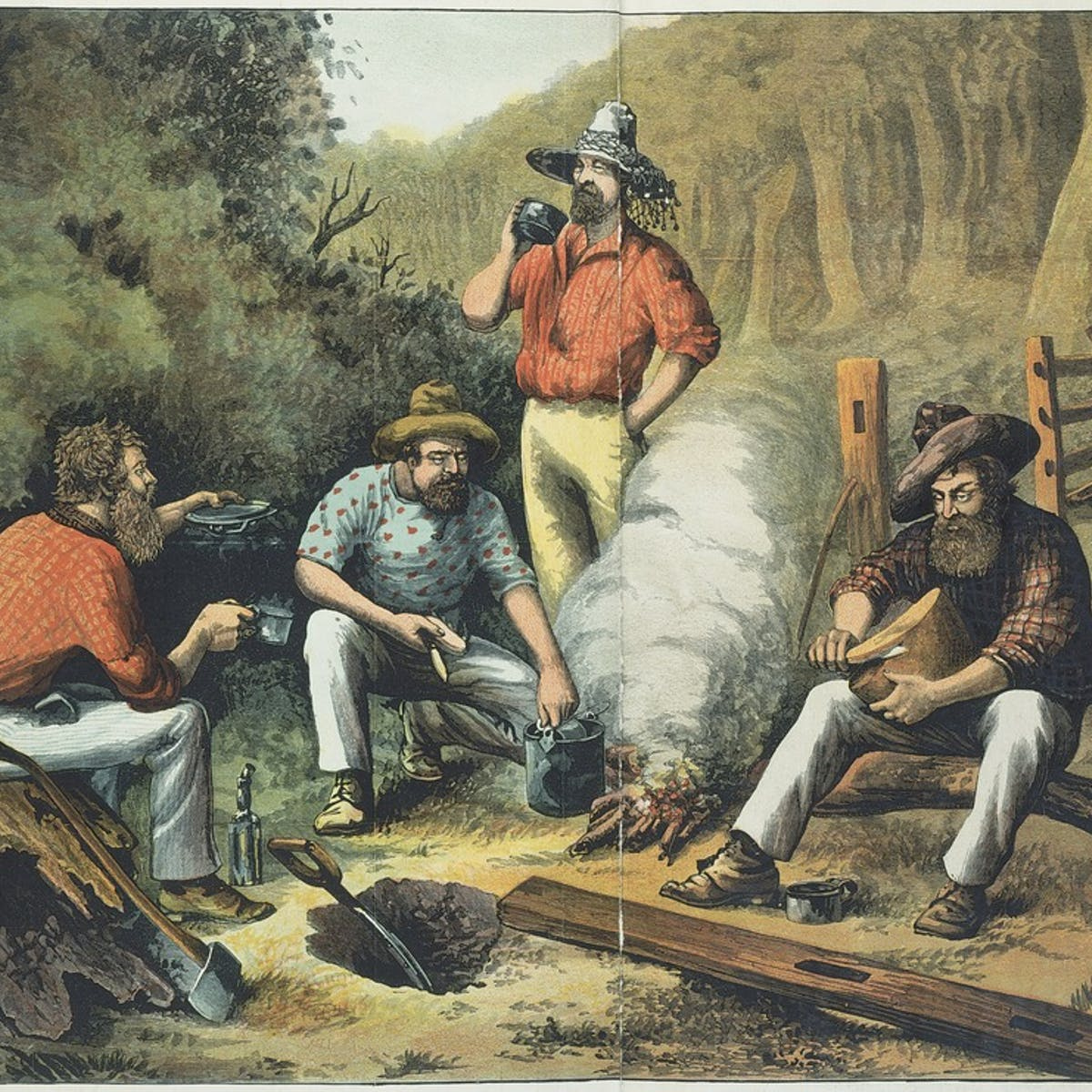
Tea and damper, cuadro de Alfred Martin Ebsworth (1883).

Tras el periodo precolonial, los colonizadores europeos empezaron a llegar con la Primera Flota al puerto de Sydney en 1788. La dieta consistía en «pan, carne salada y té con buenas dosis de ron (inicialmente procedente de las Antillas, pero más tarde elaborado con los residuos de caña de la industria azucarera de Queensland)». Los británicos encontraron en Australia animales de caza conocidos, como cisnes, gansos, palomas y peces, pero los nuevos colonos a menudo tuvieron dificultades para adaptarse a la perspectiva de la fauna autóctona como alimento básico. La carne constituyó una gran proporción de la dieta australiana durante la época colonial y hasta el XX.
Tras las dificultades iniciales, la agricultura australiana se convirtió en un importante productor mundial y suministró productos frescos al mercado local. El pastoreo de ganado (principalmente ovino y bovino) predomina en todo el continente. Queensland y Nueva Gales del Sur se convirtieron en los principales productores de ganado vacuno de Australia, mientras que la ganadería lechera se encuentra en los estados del sur, predominantemente en Victoria. El trigo y otros cereales se reparten de forma bastante uniforme por los estados continentales. La caña de azúcar también es un cultivo importante en Queensland y Nueva Gales del Sur. En toda Australia se cultivan frutas y hortalizas, y el trigo es uno de los principales componentes de la dieta australiana.
La carne asada es casi sinónimo de la cocina australiana, aunque se calcula que más del 10 % de los australianos son ahora vegetarianos.

### Cocina australiana moderna

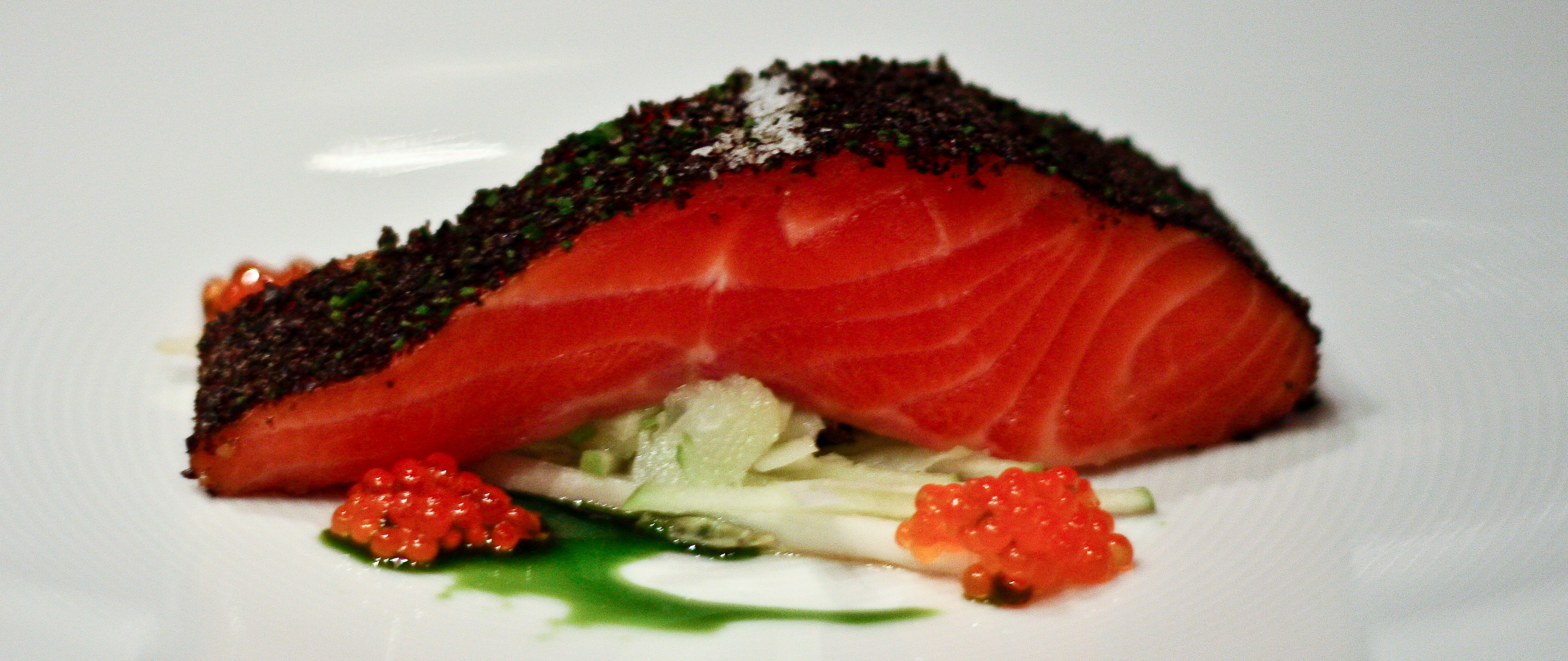
Un plato icónico de la Australia moderna: confit de trucha oceánica de Tasmania.

Tras la Segunda Guerra Mundial, las posteriores oleadas de inmigración multicultural, en su mayoría procedentes de Asia y la región mediterránea, y las sólidas y sofisticadas culturas gastronómicas que estas comunidades étnicas trajeron consigo influyeron en el desarrollo de la cocina australiana. Esta mezcla de «técnicas europeas y sabores asiáticos» se conoce como cocina australiana moderna.
Podría decirse que el primer restaurante australiano moderno fue el Bayswater Brasserie de Sídney (fundado en 1982), que ofrecía platos mediterráneos con influencias asiáticas y de Oriente Medio y «demostró a Sídney [...] que la comida puede ser aventurera sin ser cara». El término se utilizó por primera vez en la edición de 1993 de la Sydney Morning Herald Good Food Guide, que incluía 34 restaurantes bajo este epígrafe, y se adoptó rápidamente para describir la floreciente escena gastronómica de Sídney en la década de 1990. Entre sus principales exponentes se encuentran Tetsuya Wakuda, Neil Perry y Peter Gilmore.
A partir de 2014, el término se considera algo anticuado, y muchos restaurantes prefieren llamar a su estilo «cocina australiana contemporánea».

## Frutas y vegetales

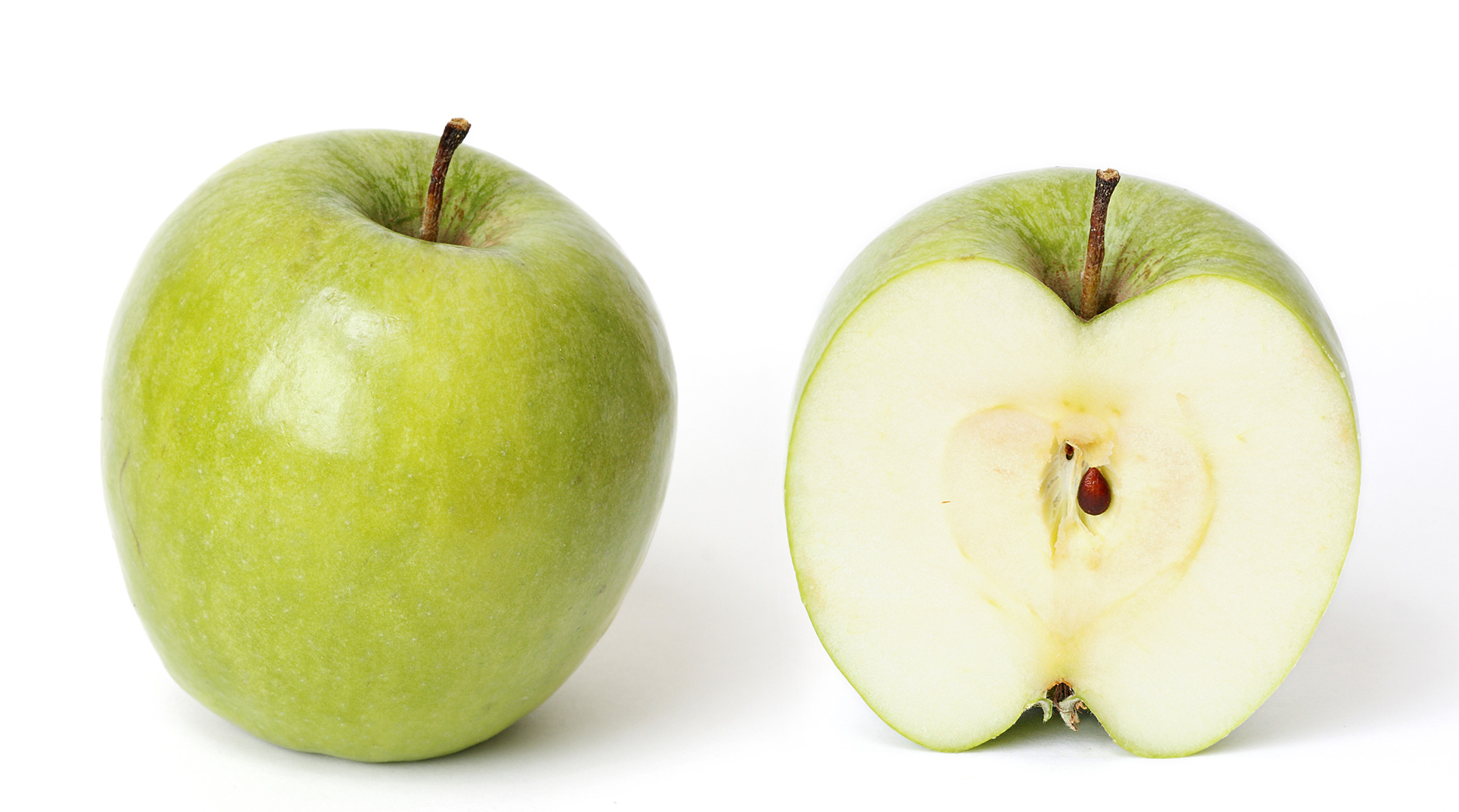
Una manzana Granny Smith.

Hay muchas especies de frutas autóctonas australianas, como el quandong (melocotón autóctono), el wattleseed, las bayas muntries/munthari, las ciruelas Illawarra, el riberry, las frambuesas autóctonas y los lilli pillies, así como una serie de especies de cítricos autóctonos, como la lima del desierto y la lima dedo.
Australia también cuenta con grandes regiones frutícolas en la mayoría de los estados para frutas tropicales en el norte, y frutas de hueso y templadas en el sur, que tiene un clima mediterráneo o templado. La variedad de manzanas Granny Smith se originó en Sídney en 1868. Otra variedad de manzana muy conocida en Australia Occidental es la Cripps Pink, conocida local e internacionalmente como manzana «Pink Lady», que se cultivó por primera vez en 1973.
Entre las frutas cultivadas y consumidas en Australia figuran las manzanas, los plátanos, los kiwis, las naranjas y otros cítricos, los mangos (de temporada), las mandarinas, los frutos de hueso, los aguacates, las sandías, las sandías de roca, los lichis, las peras, las nectarinas, las ciruelas, los albaricoques, las uvas, los melones, la papaya (también llamada pawpaw), la piña, la fruta de la pasión y las bayas (fresas, frambuesas, etc.).
En las regiones templadas de Australia, las hortalizas se consumen tradicionalmente por temporadas, sobre todo en las zonas regionales, aunque en las zonas urbanas los supermercados y mayoristas importan a gran escala productos frescos procedentes de todo el mundo para satisfacer la demanda de productos disponibles todo el año. Entre las verduras de primavera figuran la alcachofa, el espárrago, los brotes de soja, la remolacha, el brécol, la col, la coliflor, el pepino, el puerro, la lechuga, las setas, los guisantes, el ruibarbo y las espinacas; entre las de verano, el pimiento, el pepino, la berenjena, la calabaza, el tomate y el calabacín.

## Carnes

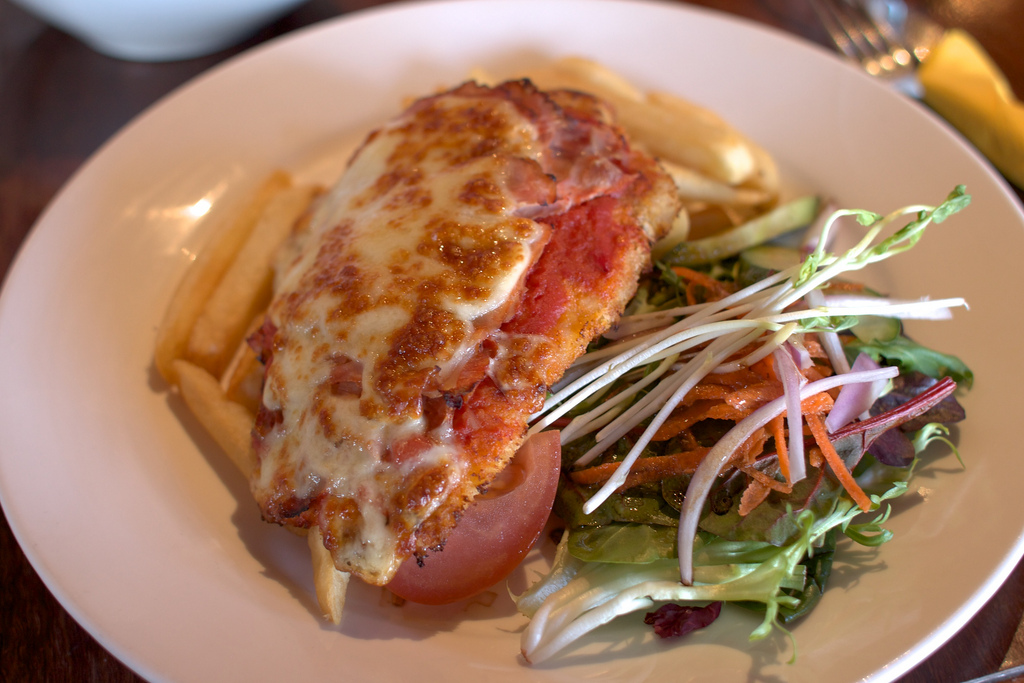
Pollo a la parmesana, coloquialmente conocido como pollo «parmi» o «parma», es una popular comida en los pubs australianos.

El pollo es el más consumido de todas las carnes o aves de corral por peso, con aproximadamente 47 kilogramos de pollo consumidos por el australiano promedio por año.
A partir de julio de 2018, los australianos comieron alrededor de 25 kilogramos de carne de res por persona, con la carne de res teniendo una participación del 35 % en las ventas de carne fresca por valor, la más alta de cualquier carne fresca en 2018-19.
El cordero es muy popular en Australia, y los cortes más habituales son los asados (piernas y paletillas), las chuletas y los jarretes. El cordero suele formar parte de un asado dominical o de una barbacoa. También es habitual encontrarlo como ingrediente de gyros y döner kebabs, traídos por inmigrantes griegos y turcos en las décadas de 1960 y 1970. En 2017, los australianos consumieron una media de 8,5 kilogramos por persona.
La carne de canguro es un producto de caza disponible en Australia, aunque no figura entre las carnes más consumidas. En las recetas de la época colonial, el canguro se trataba como el rabo de buey y se guisaba hasta que quedaba tierno, formando una rica salsa. Hoy en día se puede encontrar en varios cortes y embutidos.

## Pescados y mariscos

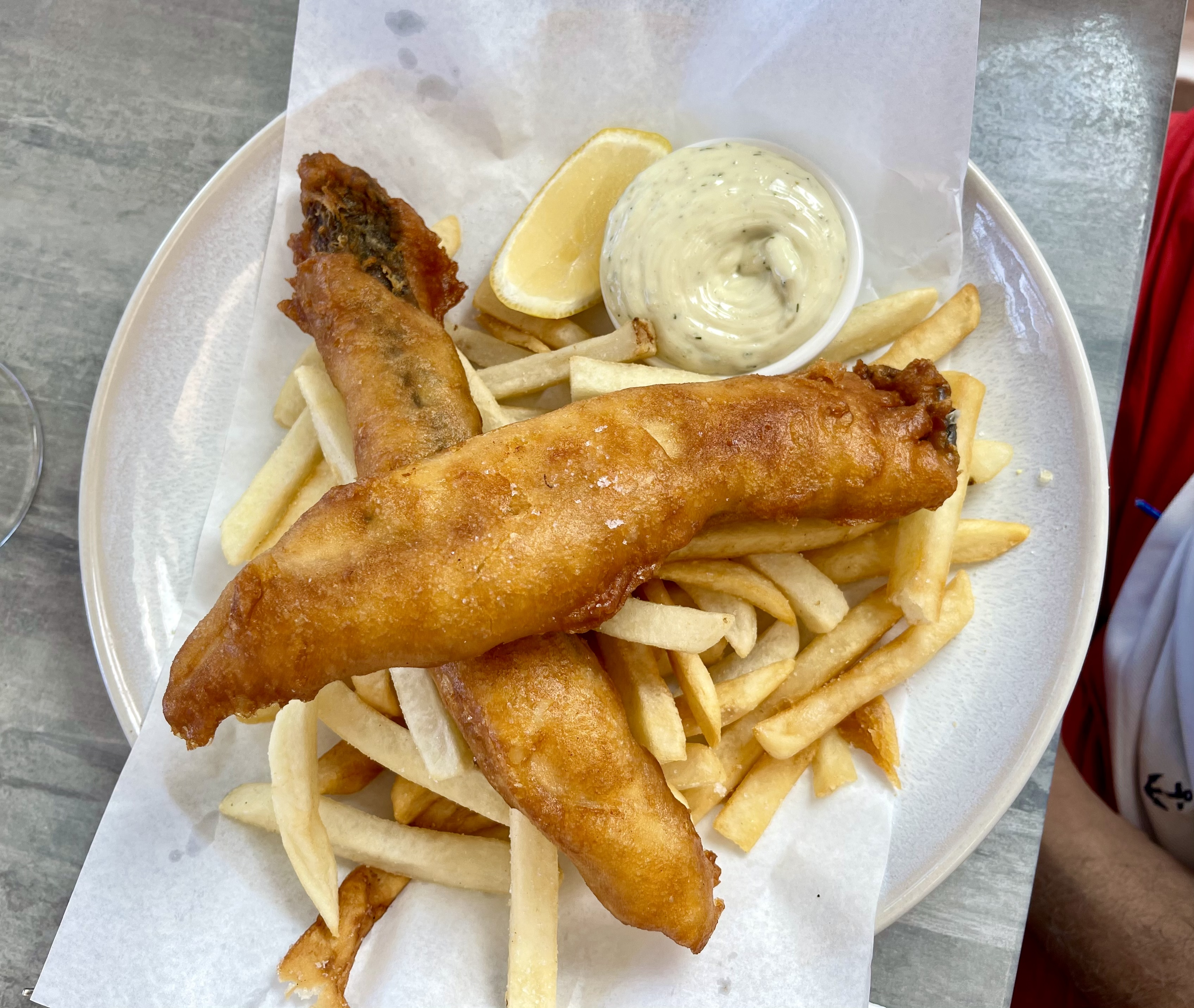
Porción de fish and chips.

El consumo de marisco está aumentando, pero es menos habitual en la dieta australiana que el de aves de corral y ternera.  En la cocina australiana destacan mariscos australianos como el atún rojo del sur, el silago moteado, el bogavante, el cangrejo del fango, el jewfish, el dhufish (Australia Occidental) y las langostas marrones.
El fish and chips es una comida para llevar originaria del Reino Unido y que sigue siendo popular en Australia. Suele consistir en pescado rebozado frito con patatas fritas cortadas en trozos. En lugar del bacalao, más común en el Reino Unido, el pescado más popular en las tiendas de fish and chips australianas, al menos en los estados del sur del país, es el flake, un filete de tiburón gomoso (Mustelus antarcticus).
Las especies más comunes de la industria acuícola son el salmón, el atún, las ostras y las gambas. Otras especies alimenticias son el abalón, los peces de agua dulce (como el barramundi, la perca del Murray o la perca plateada), los peces de agua salobre o marina (como el barramundi, el pargo, el pez rey de cola amarilla, el mulloway o el mero), los mejillones, los cangrejos de fango y los pepinos de mar.

## Bebidas
Durante la mayor parte de la historia de Australia, tras la llegada de los colonos británicos, el té negro fue la bebida caliente más consumida; sin embargo, en la década de 1980, el café superó al té en popularidad. Desde el siglo XIX, el té billy era una bebida básica para quienes se encontraban en el bush australiano, como quienes trabajaban en la tierra o viajaban por tierra. Hervir agua para el té en un cazo sobre un fuego de campamento y añadir una hoja de goma para aromatizarlo sigue siendo un método tradicional australiano icónico para preparar el té. Es famoso el té que preparaba el vagabundo de la canción popular australiana «Waltzing Matilda». 
La Australia actual tiene una cultura cafetera muy marcada. Desde que en la década de 1950 los inmigrantes italianos y griegos introdujeron en Australia las primeras máquinas de café expreso tras la Segunda Guerra Mundial, la cultura del café fue creciendo lentamente, sobre todo en Melbourne, hasta que en la década de 1990 se produjo un boom de cafeterías de propiedad local en toda Australia. El flat white se popularizó en Australia a partir de 1985, y su invención se atribuye a un habitante de Sídney (aunque esta afirmación es rebatida por un barista neozelandés).
El polvo de chocolate y malta Milo, desarrollado por Thomas Mayne en Sídney en 1934 como respuesta a la Gran Depresión, se mezcla con leche fría o caliente para producir una bebida popular. En los últimos años, el Milo se ha exportado y también se consume habitualmente en el sudeste asiático, convirtiéndose incluso en un ingrediente principal de algunos postres elaborados en la región.
Australia fue el quinto mayor productor de vino de uva en el mundo en 2024, con casi 2500 bodegas productoras repartidas por 65 regiones vinícolas, la mayoría de ellas siendo pequeñas empresas familiares. Existe un fuerte consumo interno de vino producido localmente.
| |
| Un billycan tradicional en una hoguera, utilizado para calentar agua, normalmente para preparar té. |

|                                   |
| Un flat white con arte del latte. |

|                            |
| Una taza de Milo caliente. |

|                                  |
| Selección de vinos australianos. |

## Productos de panadería, aperitivos y postres
El damper es un pan tradicional australiano que preparan los vaqueros, los pastores y otros viajeros. Es un pan a base de harina de trigo, tradicionalmente cocido en las brasas de una hoguera. La tostada en un alimento común en el desayuno. Un untable comercial emblemático es el Vegemite, una pasta salada y rica en vitamina B elaborada con levadura de cerveza que se come sobre tostadas untadas con mantequilla, normalmente en el desayuno, o en bocadillos. Los meat pies y otros tipos de pays rellenos son bastante populares, considerados alimentos omnipresentes en Australia.  Entre los alimentos australianos icónicos para llevar (es decir, comida rápida) figuran los rollos de salchicha, el pasty, los Chiko Rolls y los dim sims y los ya mencionados meat pies; estos últimos son considerados un elemento básico en los partidos de fútbol de la AFL y un ingrediente esencial del pie floater.
Un clásico australiano son las galletas ANZAC, a menudo caseras y llamadas así porque eran enviadas por familiares y amigos a los soldados australianos que luchaban en Europa y los Dardanelos en la Primera Guerra Mundial. Un pastel clásico australiano es el lamington, hecho con dos cuadrados de tarta de mantequilla o bizcocho recubiertos de una capa exterior de salsa de chocolate y enrollados en coco desecado. Otro postre muy popular es la pavlova, un postre a base de merengue cuyo origen se discute, ya que Nueva Zelanda también reivindica su invención.  El fairy bread y el frog cake son golosinas infantiles que se remontan a los años veinte.
|                                                    |
| El pan damper es usualmente cocinado a las brasas. |

|                                  |
| Galletas ANZAC, hechas con coco. |

|                             |
| Lamington relleno de crema. |

|                                           |
| Una pavlova decorada con granada y crema. |

|                             |
| Vegemite untado en tostada. |

|              |
| Fairy bread. |